# UFC 6
UFC 6: Clash of  the Titans var en mixed martial arts-gala arrangerad av Ultimate  Fighting Championship (UFC) i Casper i Wyoming i USA på Casper  Events Center den 14 juli 1995.